# Coendou roosmalenorum
Coendou roosmalenorum is een zoogdier uit de familie van de stekelvarkens van de Nieuwe Wereld (Erethizontidae). De wetenschappelijke naam van de soort werd voor het eerst geldig gepubliceerd door Voss & da Silva in 2001. De soort is genoemd naar Marc van Roosmalen en Tomas van Roosmalen, die deze soort vingen, samen met andere nieuwe soorten zoogdieren als Callibella, Callicebus bernhardi en Callicebus stephennashi.

## Kenmerken
Deze soort is kleiner dan andere soorten uit de C. vestitus-groep, heeft een lange staart, een lange vacht, een niet-stekelige buikvacht, en een unieke combinatie van schedel- en tandkenmerken.

## Voorkomen
De soort komt voor in de regenwouden aan beide zijden van de Rio Madeira in Brazilië.